# Idealipsticks
Idealipsticks fue un grupo español de rock procedente de Guadalajara y formado en 2008. Está formado por Eva Ryjlen (Eva Sigüenza) y Jave Ryjlen (Javier García), quienes componen las letras de todas sus canciones en inglés y tienen como influencias reconocidas a Lou Reed y a John Cale.

## Historia
Tras abandonar el proyecto Suitcase, Eva Sigüenza (n. 1979, Guadalajara) y Javier García se trasladaron a Londres para continuar componiendo bajo la inspiración de la música británica. En 2008 graban una maqueta que será elegida por los oyentes del programa Disco Grande de Radio 3 como una de las mejores del año. Al año siguiente publican su disco de debut Radio Days.
Además de continuos conciertos por diversas salas y de las giras de presentación de sus discos, han tocado varias veces en Los conciertos de Radio 3 y aparecido en los carteles de numerosos festivales nacionales como el Sonorama Ribera (Aranda de Duero (Burgos) en las ediciones de 2010 y 2011, el Valladolindie (Valladolid) también en 2010 y 2011, el Festival Internacional de Villalba (Lugo) en 2013, el Europa Sur (Cáceres) y el Victoria Rock Festival (Madrid) en 2014 o el Festival Gigante (Guadalajara) en 2015, entre otros.
Todos sus discos han sido producidos y grabados por Paul Grau en los estudios "Gismo 7" de Motril (Granada).
Eligieron su tierra, Guadalajara, para dar el 2 de septiembre de 2017 su último concierto en el Festival Gigante tras 10 años de trayectoria.

## Componentes
- Eva Ryjlen (Eva Sigüenza) (voz principal).
- Jave Ryjlen (Javier García) (guitarra y voz).

## Colaboradores
- Terry Fernández (batería).
- Alfonso González (bajo eléctrico).
- Lete G. Moreno (batería, percusión).
- Pere "Cohete" Fernández (bajo).
- Eva L. Campesino (teclados).
- Álex Izquierdo (bajo).
- Rodrigo García (bajo).
- Edu Molina (teclados).

## Discografía

### Álbumes de estudio
- Radio Days (2009).
- Sins & Songs (2010).
- Humanimal (2013).
- Surreal as Reality (2015).

### EP
- No one's coming to save you (edición limitada 7", 2014).

### Videoclips
- The king has died (2009).
- Legs (2009).
- I can't deny it (2010).
- Losers&Lovers (2010).
- Dance (2011).
- From the pavement (2013).
- Very very (2013).